# Centerpartiets Internationella Stiftelse
Centerpartiets Internationella Stiftelse (CIS) arbetar för att främja fred och säkerhet i världen genom att stärka demokratin, främja mänskliga rättigheter, minska fattigdomen samt verka för en sund och hälsosam miljö.
CIS arbete består dels av programverksamhet i åtta olika länder med cirka 10 insatser i samarbetsländer i Afrika, Europa och Mellanöstern, och dels av informations- och opinionsbildande verksamhet i Sverige.
CIS lägger också stor vikt vid att främja kvinnors och ungdomars politiska deltagande samt att öka jämställdheten inom den politiska sfären. Ett annat prioriterat område är att stärka partiernas organisation på gräsrotsnivån.
CIS engelska namn är Centre Party International Foundation, CPIF.

## Historia
Centerpartiets Internationella Stiftelse bildades 1998 genom en omorganisation av Centerns Fredsråd.
Sedan 1946 har Centerpartiets partiprogram förespråkat att utrikespolitiken måste syfta till att trygga svensk självständighet och neutralitet. I denna anda har partiet bland annat understött ett livligt svenskt engagemang för FN och dess arbete, liksom svenskt deltagande i andra internationella organisationer som till exempel Europarådet och Organisationen för säkerhet och samarbete i Europa, OSSE.
1983 bildades Centerpartiets Fredsråd om freds- och överlevnadsfrågor. Under ledning av Centerprofilen Karin Söder inleddes arbetet, fokus låg på nedrustningsfrågan och på fredsarbete.
I slutet på 80-talet växte behovet av en organisation som kunde hantera direkt demokratibistånd fram. Stiftelsen CIS grundades, och 1998 tog CIS över både biståndsdelen och Fredsrådets uppgifter. De dominerande arbetsområdena var Östeuropa och Afrika.
I och med ett riksdagsbeslut om demokratistöd som kunde utgå till partianknutna organisationers biståndsarbete, förtydligades formen på CIS arbete: inriktningen blev nu att i första hand bidra till demokrati, och samverka med systerpartier i andra länder.

## Organisation
CIS styrelse består av sju personer, valda av Centerpartiets partistyrelse. Ulrika Carlsson, riksdagsledamot för Centerpartiet, är ordförande och Catherine Isaksson generalsekreterare. Styrelsen följer i sitt arbete de riktlinjer och anvisningar som fastställts av UD och Sida.